# یاسوهیتو، شاهزاده چیچیبو
یاسوهیتو، شاهزاده چیچیبو (به ژاپنی: 秩父宮雍仁親王 Chichibu-no-miya Yasuhito Shinnō); ۲۵ ژوئن ۱۹۰۲ – ۴ ژانویهٔ ۱۹۵۳) فرد نظامی پسر امپراتور تایشو و برادر امپراتور هیروهیتو اهل امپراتوری ژاپن بود.